# Poiana Brașov
Poiana Brașov (deutsch Schulerau, ungarisch Brassópojána) ist einer der bekanntesten Wintersportorte Rumäniens. Der Ort liegt oberhalb der Stadt Brașov (Kronstadt) am Fuß des Berges Postăvarul (Schuler, 1799 m), der die Grenze zwischen Süd- und Ostkarpaten markiert.

## Geschichte
Die Bezeichnung „insula vulgo Awe“ („Schulerau“) kam erstmals schriftlich in den 1532–1535 erschienenen „Schaffner Rechnungen“ vor, die in den „Quellen zur Geschichte der Stadt Kronstadt“ veröffentlicht wurden. Die „Schaffner Rechnungen“ verzeichnen Bezahlungen an Arbeiter, die in den Jahren 1534–1535 am „Saumweg“ in der Schulerau Instandsetzungs-Arbeiten durchführten. Diese Arbeiten fanden auf Empfehlung des damaligen Königs von Ungarn Johann Zápolya statt, anlässlich eines Empfangs des 1534 zum Wojewoden Siebenbürgens ernannten Stephan Majlath in Kronstadt. Im August 1535 verweilte dieser drei Tage lang in der Schulerau mit Familienangehörigen und Freunden auf Kosten der Stadt. Die bis heute erhalten gebliebenen Rechnungen legen Zeugnis davon ab.
Im Oktober 2004 fand hier ein NATO-Gipfel statt.

## Entwicklung des Tourismus
Das erste Hotel war das 1950/51 errichtete Hotelul Turistic in Poiana Stalin. für die Unterkunft der Sportler bei den Internationalen Universitären Winterspielen. Das Parteiorgan (Parteizeitung) der SED „Neues Deutschland“ bezeichnete die Wettkämpfe als Weltwinterspiele.
Das Turistic erlitt 1959 durch einen Brand schwere Schäden und wurde neu aufgebaut. Es hieß 1959 und 1960 noch Hotelul Turistic, wonach es in Hotel Sport umbenannt wurde. Im DDR-Deutsch nannte man die kleine Siedlung Poiana-Stalinstadt. Das Hotel selbst war nach sehr modernen Gesichtspunkten gestaltet worden. Die Außenwand besteht aus Natursteinen und die Balkonseite zeigt nach Süden. Weiterhin verfügt das Hotel über eine moderne Terrasse. Die Zimmer haben alle fließend warmes und kaltes Wasser sowie eine Dusche. In den Korridoren und in den Zimmern lagen Smyrnateppiche. Das Hotel verfügte über zwei Speisesäle, von denen der obere der vornehmere war. In ihm standen auf dem Marmorfußboden rote und grüne Plüschstühle. Bereits beim Abendessen spielte eine 6-Mann-Kapelle deutsche Weisen und danach spielte diese Kapelle auch zum Tanz auf. Das Sporthotel führt jetzt (2019) den Namen Ana Hotels Sport.
Da die Sesselbahn zum Postăvarul (Schuler) bereits 1951 für die Internationalen Winterspiele gebaut worden war, war Poiana Brașov somit für Bergwanderer gut erschlossen. In 27 Minuten konnte man mit der Sesselbahn mit Doppelsitz sehr bequem 800 Höhenmeter überwinden. Erst als die Nationalstraße 1E zwischen Brașov und Poiana Brașov fertiggestellt worden war, konnten PKW und Reisebusse den Gebirgsort anfahren. Die Einweihung der neuen Straße erfolgte im Dezember 1964, obwohl im Juli 1964 noch keine Teilstücken fertig waren. Bis dahin verkehrten für den Personenverkehr nur mehrere offene Lastkraftwagen vom Typ SR (Steagul-Roșu) mit Bänken. Diese Fahrzeuge entsprachen dem sowjetischen ZIS-150 und wurden im Werk Roman S. A., dem Steagul-Roșu Werk („Rote-Fahne Werk“) in Brașov auf dem Gelände der ehemaligen ROMLOC-Lokomotivfabrik gebaut.
Dieser Personen-Transport-LKW verfügte im Sommer über Gummireifen und zur Winterszeit musste man mindestens Schneeketten anbringen oder Radsätze mit Gleisketten aufmontieren. Allerdings war das Fahrzeug sehr leistungsstark. Die schmale Straße nach Poiana Brașov hatte viele Schlaglöcher und war nur für Pferdefuhrwerke ausgelegt. Eine Fahrt mit diesem Gebirgsfahrzeug von Brașov nach Poiana Brașov dauerte im Sommer etwa 35 Minuten. Diese Gebirgsbusse nannten die Reisebüro-Urlauber aus der DDR „Schrecki“ und jede Fahrt war eine Tortur. Bei der An- und Abreise und auch bei Regen musste dieses Gefährt benutzt werden.
Im Jahr 1970 wurde das Hotel Teleferec in der Nähe der Talstation der Sesselbahn erbaut. Das Hotel verfügte ebenso wie das Sporthotel über eine ausgezeichnete Küche und es stand eine reiche Anzahl an Weinen zur Verfügung.
Durch den Straßenneubau von Brașov und den beiden gastfreundlichen Hotels stiegen die Besucherzahlen in Poiana Brașov stark an.

## Wintersportgebiet
Poiana Brașov hat eine lange Tradition als Skiort. Hier wurde schon im Jahr 1906 der erste Skiwettbewerb Rumäniens abgehalten. 1951 fanden im Poiana Brașov die Internationalen Universitäts-Winterspiele statt. In den letzten Jahren sind hier neue Hotels und Unterkünfte erbaut und modernisiert worden.
Der Ort bietet eine gute Wintersport-Infrastruktur, darunter olympische Abfahrtspisten und Loipen. Zwei Kabinenseilbahnen und eine Gondelseilbahn sowie sechs Schlepplifte führen auf den Berg. Es gibt zahlreiche Hotels, und mit öffentlichen Verkehrsmitteln (Bus/Taxi) erreicht man gut die etwa 15 km entfernte Stadt Brașov. Weiterhin besteht die Möglichkeit, in nordwestlicher Richtung die ca. 11 km entfernte Stadt Râșnov (Rosenau) zu erreichen.